# Lars Boom
Lars Anthonius Johannes Boom (Vlijmen, 30 de dezembro de 1985), mais conhecido como Lars Boom e apelidado como "De Lange vão Vlijmen" ("O longo de Vlijmen"), é um ciclista neerlandes que actualmente corre para a equipa kazajo Astana Pro Team.
Considerado um dos melhores especialistas de ciclocross do mundo, bem como uma das mais firmes promessas do ciclismo em estrada em seu país, graças a seu polivalência, que lhe permite ser competitivo em todo o tipo de terrenos. Precisamente a isso deve seu sobrenome, Boom. Assim lhe baptizaram seus primeiros treinadores, já que disseram que "explodiu" a uma idade muito prematura. Sempre unido ao conjunto neerlandes Rabobank, saltou à fama mundial por seu rendimento em ciclocross, disciplina na que se converteu no segundo corredor da história em conseguir os três títulos de campeão mundial nas categorias júnior, sub23 e elite, só depois do checo Radomir Simunek. Foi, ademais, campeão neerlandes absoluto nas modalidades de estrada e contrarrelógio em 2008, bem como campeão do mundo de contrarrelógio sub23 em 2007.

## Biografia

### 1998-2007: progressão em amadores e sub-23
Nascido numa família de ampla tradição ciclista, na que seu pai Walter realizava labores de mecânico para a equipa Rabobank, Boom começou sua carreira desportiva em ciclocross, no que andou evidenciado e se fez com múltiplos títulos, sendo campeão nacional em todas as categorias pelas que passou -principiantes, cadetes, júnior e sub23- entre os anos 1998 e 2005. Campeão mundial júnior em 2003 e europeu sub23 em 2004, foi cedo recrutado pela equipa de formação de Rabobank, no que cresceu de forma constante durante os anos posteriores.

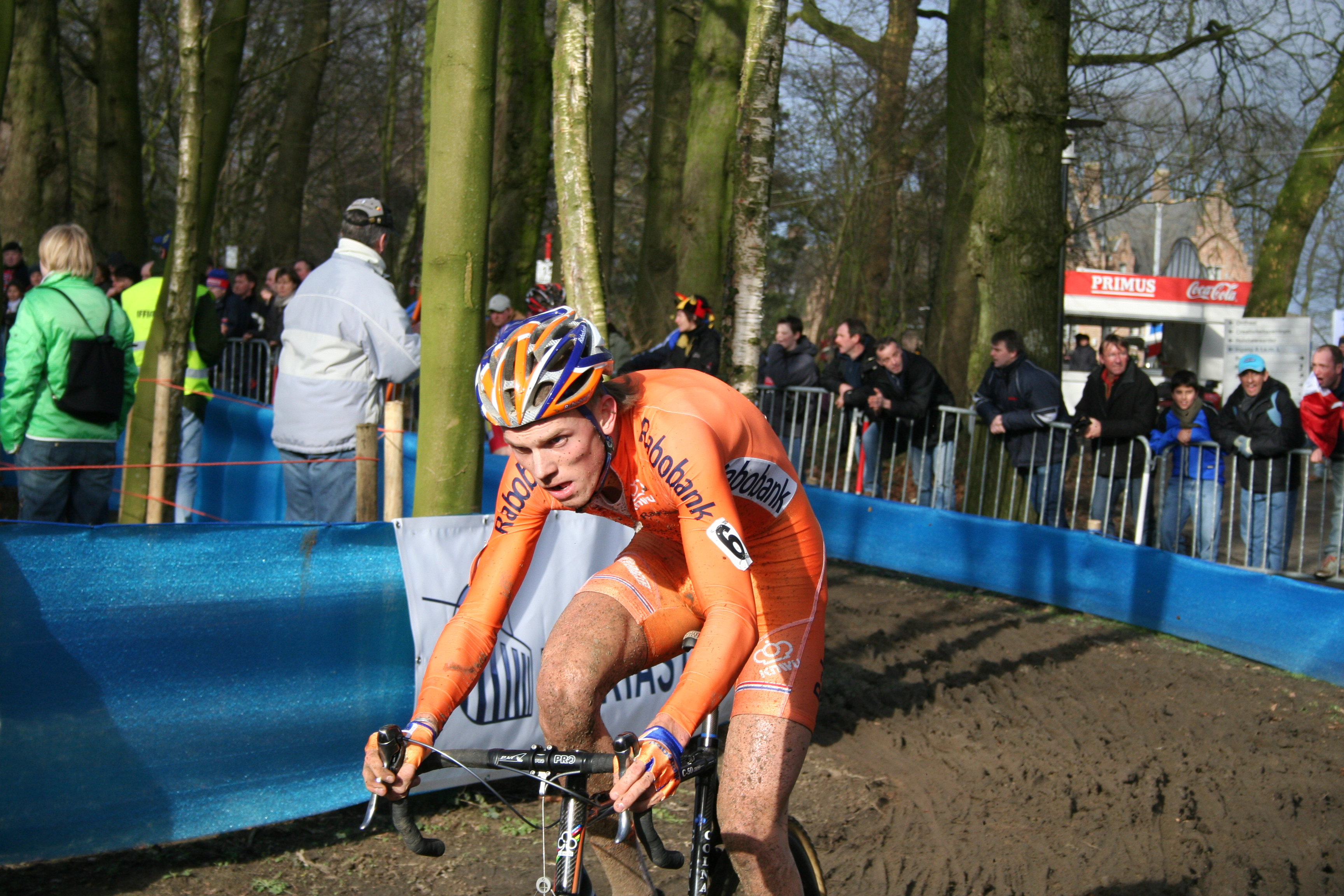
Boom, durante o Campeonato Mundial de Ciclocross sub-23 de 2007 em Hooglede-Gits, o qual ganhou.

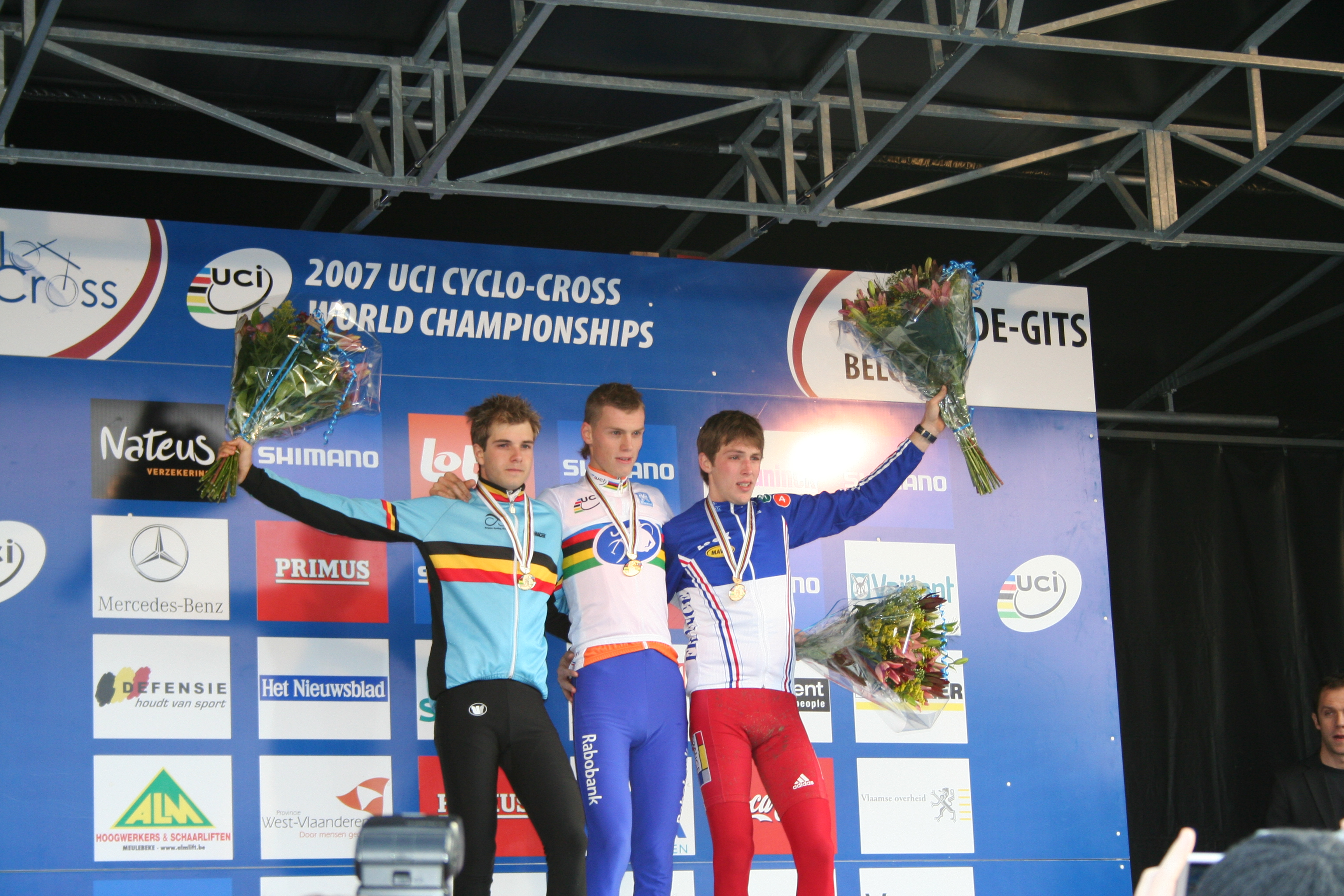
Lars Boom no pódium como ganhador, com o maillot arco-íris, do Campeonato Mundial de Ciclocross sub-23 de 2007.

Boom conseguiu a vitória em várias provas de rota com profissionais em seus primeiros três anos de sub.23, como o Triptyque dês Barrages (2005), a Volta ao Distrito de Santarém ou o Triptyque dês Monts et Château (2006), bem como um segundo posto ante o polaco Cezary Zamana na general da Volta a Hessen (2005). Em ciclocross, Boom foi capaz de rodear-se com corredores maiores que ele em suas primeiras provas como elite, batendo pela primeira vez ao belga Sven Nys, dominador até então da temporada 2006, na corrida disputada na localidade de Baal, baixo o nome do ciclista flamenco. Essa mesma temporada, em dezembro de 2005, Boom ganhou o ciclocross disputado em Overijse, devido à desclassificação final do belga Bart Wellens por comportamento antidesportivo, ao tentar golpear a um espectador que lhe increpava durante a corrida.
Apesar de terminar segundo no Campeonato Mundial de Ciclocross sub-23 de 2006, no que perdeu o sprint final ante o checo Zdenek Stybar, Boom se refez ao ano seguinte e superou a Gerben de Knegt e Richard Groenendaal no campeonato neerlandés absoluto de 2007, o qual disputou graças a uma permissão especial concedido pela federação ciclista dos Países Baixos (KNWU) como ainda não tinha cumprido a idade mínima e lhe correspondia a categoria sub-23. Umas semanas depois, Boom voltou a vestir-se com o maillot arco-íris de Campeonato Mundial de Ciclocross sub-23, ao superar ao belga Niels Albert na prova disputada em Hooglede-Gits. Nesse mesmo ano, e depois de somar oito vitórias em provas UCI, conseguiu um novo título mundial na contrarrelógio sub-23 dos Campeonatos do Mundo em Estrada de Stuttgart (Alemanha). Ditos méritos fizeram-lhe credor do troféu Gerrit Schulte, concedido a cada ano ao melhor ciclista neerlandés da temporada.

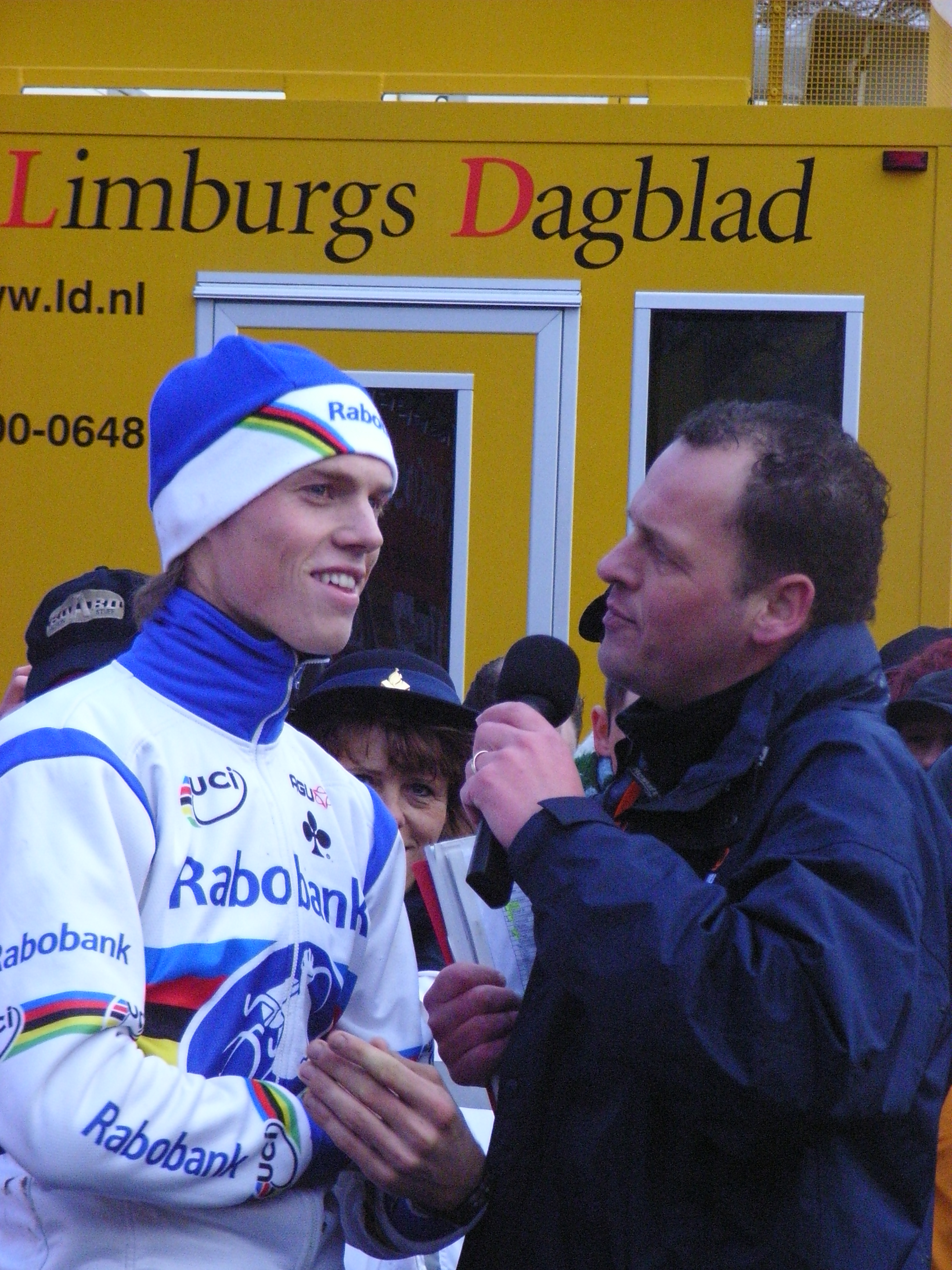
Boom, com o maillot de campeão do mundo de ciclocross em 2008.

### 2008-actualidade: sucessos profissionais
Boom protagonizou sua explosão definitiva como corredor ao impor no Campeonato do Mundo de ciclocross de 2008, celebrado o 2 de fevereiro em Treviso (Itália), com um ataque na última volta ao circuito do Lago Bandie, que lhe permitiu chegar em solitário a meta. Nesse mesmo ano, Boom obteve catorze vitórias de categoria UCI no calendário de estrada, entre elas os dois títulos de campeão nacional de rota e contrarrelógio -o primeiro, obtido em Oostmarsum em junho; o segundo dois meses depois, em Zaltbommel-, feito depois do qual Boom foi confirmado como corredor da equipa de sua estrutura pertencente ao UCI ProTour para 2009. Em novembro de 2008, Boom renegociou seu contrato com a estrutura, ampliando-o até 2011.
Nessa temporada, Boom, que sofreu diversos patologias médicas e problemas físicos, e que não pôde defender seu título mundialista de ciclocross, ao finalizar 20º nos Mundiais celebrados em Hoogerheide (Países Baixos), não debutó em rota até o mês de maio, devido ao desgaste produzido pela temporada de ciclocross. No entanto, sua rápida posta de forma fez-lhe impor na classificação geral da Volta a Bélgica, no final do mesmo mês, bem como classificar-se sétimo na Sachsen-Tour, no final de julho. Em setembro, Boom disputou sua primeira grande carreira por etapas ao tomar a saída na Volta a Espanha, na que começou com um prólogo muito por embaixo de suas expectativas de vitória. Boom trabalhou durante a carreira como gregario de seu colega Robert Gesink; no entanto, na 15ª etapa, Boom filtrou-se na fuga do dia, caminho de Córdoba, soltando a todos seus rivais e culminando com uma vitória em solitário, seu primeiro triunfo numa grande volta por etapas.
Em 2011 ganhou o prólogo do Tour de Provar ao bater a Fabian Cancellara sobre um percurso marcado pela peligrosidad do adoquinado e o vento costeiro.

## Palmarés

### Cyclo-cross
| 2005 - Amersfoort - Veldhoven - Overijse 2006 - G. P. Sven Nys-Baal - 2º no Campeonato Mundial sub-23 2007 - Campeonato Mundial sub-23 - Campeonato dos Países Baixos - Omloop der Kempen - Pijnacker 2008 - Campeonato Mundial - Campeonato dos Países Baixos - Pijnacker - Liévin & Grand Prix Adri vão der Poel - Cyclo-cross de Nommay - Niel Jaarmarkt Cross - 3º na Copa do Mundo | 2009 - Campeonato dos Países Baixos - Centrumcross 2010 - Campeonato dos Países Baixos - Heusden-Zolder - Grand Prix Julien Cajot 2011 - Campeonato dos Países Baixos 2012 - Campeonato dos Países Baixos 2013 - 2º no Campeonato dos Países Baixos |

### Estrada
| 2005 - Triptyque dês Barrages, mais 1 etapa - 1 etapa do Tour da Somme 2006 - Volta ao Distrito de Santarém, mais 1 etapa - Triptyque dês Monts et Châteaux - 1 etapa do Tour de Thüringe 2007 - 1 etapa do Tour de Normandía - Tour de Bretaña, mais 2 etapas - Omloop der Kempen - 3 etapas do Tour de Olympia - Campeonato do Mundo Contrarrelógio sub-23 2008 - 2 etapas do Tour de Bretaña - Tour de Olympia, mais 2 etapas - Volta a Lleida, mais 1 etapa - 3 etapas do Circuito Montañés - Campeonato dos Países Baixos Contrarrelógio - 1 etapa da Volta a León - Campeonato dos Países Baixos em Estrada 2009 - Voltada a Bélgica - 1 etapa da Volta a Espanha | 2010 - 1 etapa da Paris-Niza - Grand Prix Jef Scherens - 3º no Campeonato dos Países Baixos em Estrada 2011 - 1 etapa do Tour de Qatar - 1 etapa da Tirreno-Adriático - 1 etapa do Critérium du Dauphiné - Voltada a Grã-Bretanha, mais 2 etapas 2012 - 1 etapa da Ster ZLM Toer - 2º no Campeonato de dos Países Baixos CRI - 2º no Campeonato dos Países Baixos em Estrada - Eneco Tour 2013 - 1 etapa do Tour do Mediterráneo - 1 etapa do Tour du Haut-Var - Ster ZLM Toer, mais 1 etapa 2014 - 1 etapa do Tour de France |

## Resultados em Grandes Voltas e Campeonatos do Mundo

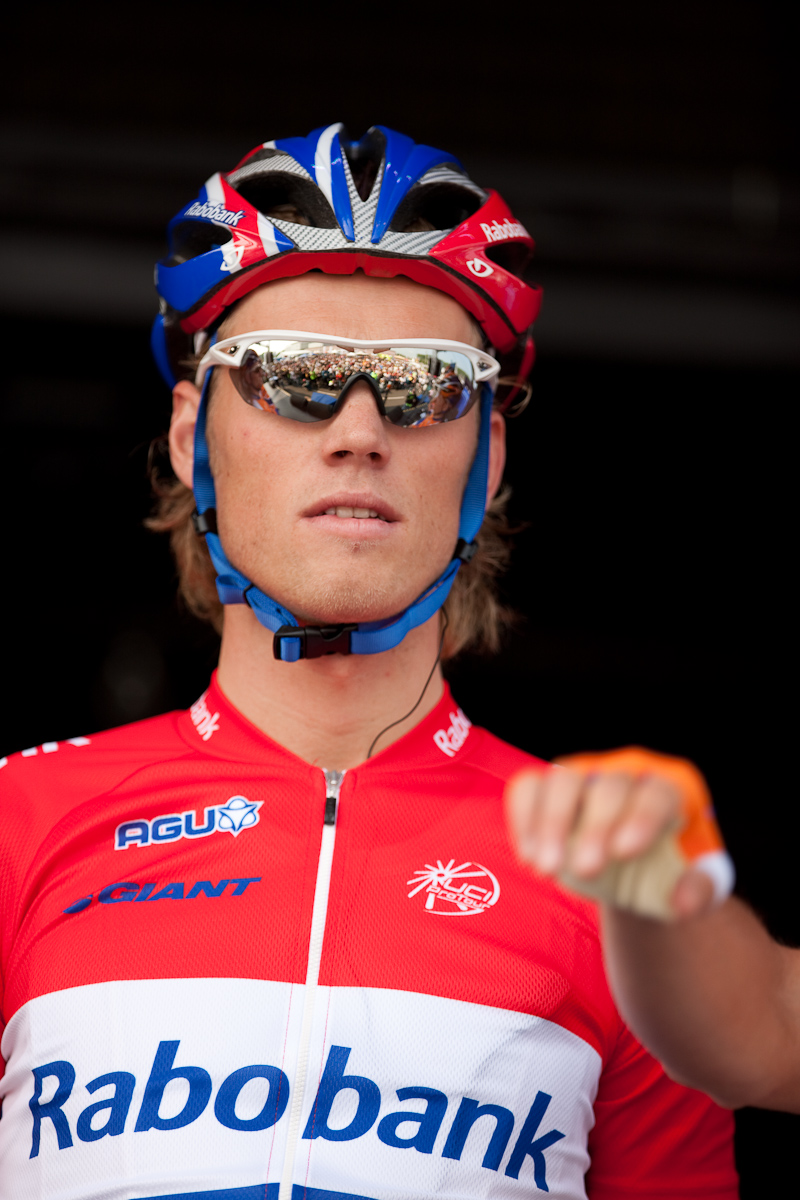
Lars Boom como Campeão de #o Holanda em Rota

Durante sua carreira desportiva tem conseguido os seguintes postos nas Grandes Voltas, nos Campeonatos do Mundo em estrada e nos Campeonatos Mundiais de Ciclocross:
| Carreira               | 2004 | 2005 | 2006 | 2007 | 2008 | 2009 | 2010 | 2011 | 2012 | 2013 | 2014 | 2015 |
| ---------------------- | ---- | ---- | ---- | ---- | ---- | ---- | ---- | ---- | ---- | ---- | ---- | ---- |
| Giro de Itália         | -    | -    | -    | -    | -    | -    | -    | -    | -    | -    | -    | -    |
| Tour de France         | -    | -    | -    | -    | -    | -    | 130º | Ab.  | -    | 105° | 97°  | Ab.  |
| Volta a Espanha        | -    | -    | -    | -    | -    | 55º  | -    | -    | 107º | -    | -    | -    |
| Mundial em Estrada     | -    | -    | -    | -    | -    | 91º  | 41º  | 29º  | 5º   | -    | -    | -    |
| Mundial Contrarrelógio | -    | -    | -    | -    | -    | 16º  | -    | -    | -    | -    | -    | -    |
| Mundial de Ciclocross  | -    | -    | -    | -    | 1º   | 20º  | -    | -    | -    | -    | -    | -    |

-: não participa

## Equipas
- Rabobank Continental (2004-2008)
- Rabobank/Blanco/Belkin (2009-2014)
  - Rabobank Cycling Team (2009-2012)
  - Blanco Pro Cycling (2013)[18]
  - Belkin-Pro Cycling Team (2013-2014)
- Astana Pro Team (2015)